# Joelle Wedemeyer
Maria-Joelle Wedemeyer (Braunschweig, 12 agosto 1996) è una calciatrice tedesca, difensore del Wolfsburg.

## Statistiche

### Presenze e reti nei club
Statistiche aggiornate al 23 novembre 2020.
| Stagione         | Squadra          | Campionato       | Campionato | Campionato | Coppe nazionali | Coppe nazionali | Coppe nazionali | Coppe internazionali | Coppe internazionali | Coppe internazionali | Altre coppe | Altre coppe | Altre coppe | Totale | Totale |
| Stagione         | Squadra          | Comp             | Pres       | Reti       | Comp            | Pres            | Reti            | Comp                 | Pres                 | Reti                 | Comp        | Pres        | Reti        | Pres   | Reti   |
| ---------------- | ---------------- | ---------------- | ---------- | ---------- | --------------- | --------------- | --------------- | -------------------- | -------------------- | -------------------- | ----------- | ----------- | ----------- | ------ | ------ |
| 2013-2014        | Wolfsburg        | BL               | -          | -          | CG              | 1               | 0               | UWCL                 | 1                    | 0                    |             | -           | -           | 2      | 0      |
| 2014-2015        | Wolfsburg        | BL               | 1          | 0          | CG              | -               | -               | UWCL                 | -                    | -                    |             | -           | -           | 1      | 0      |
| 2015-2016        | Wolfsburg        | BL               | 5          | 0          | CG              | 1               | 0               | UWCL                 | 4                    | 0                    |             | -           | -           | 10     | 0      |
| 2016-2017        | Wolfsburg        | BL               | 2          | 0          | CG              | 0               | 0               | UWCL                 | 0                    | 0                    |             | -           | -           | 2      | 0      |
| 2017-2018        | Wolfsburg        | BL               | 9          | 0          | CG              | 2               | 0               | UWCL                 | 4                    | 0                    |             | -           | -           | 15     | 0      |
| 2018-2019        | Wolfsburg        | BL               | 7          | 0          | CG              | 2               | 1               | UWCL                 | 3                    | 0                    |             | -           | -           | 12     | 1      |
| 2019-2020        | Wolfsburg        | BL               | 16         | 1          | CG              | 4               | 0               | UWCL                 | 5                    | 0                    |             | -           | -           | 25     | 1      |
| 2020-2021        | Wolfsburg        | BL               | 10         | 1          | CG              | 1               | 0               | UWCL                 | -                    | -                    |             | -           | -           | 11     | 1      |
| Totale Wolfsburg | Totale Wolfsburg | Totale Wolfsburg | 50         | 2          |                 | 11              | 1               |                      | 17                   | 0                    |             | -           | -           | 78     | 3      |
| Totale carriera  | Totale carriera  | Totale carriera  | 50         | 2          |                 | 11              | 1               |                      | 17                   | 0                    |             | -           | -           | 78     | 3      |

## Palmarès

### Club

#### Titoli nazionali
- Campionato tedesco: 6

Wolfsburg: 2013-2014, 2016-2017, 2017-2018, 2018-2019, 2019-2020, 2021-2022
- Coppa di Germania: 8

Wolfsburg: 2014-2015, 2015-2016, 2016-2017, 2017-2018, 2018-2019, 2019-2020, 2020-2021, 2021-2022

#### Titoli internazionali
- UEFA Women's Champions League: 1

Wolfsburg: 2013-2014

### Nazionale
- Campionato mondiale under 20: 1

2014